# Црква Свете Петке у Мушутишту
Црква Свете Петке се налазила код села Мушутиште, насељеном месту на територији општине Сува Река, на Косову и Метохији, Србија. Припадала је Епархији рашко-призренске Српске православне цркве.
Црква посвећена Светој Петки се налазила на удаљености од једног километра од села, на пољу званом Макиш.

## Разарање цркве 1999. године
Храм је опљачкан, оскрнављен и запаљен по доласку немачких снага КФОР-а 1999. године.